# Drake Thadzi
Drake Thadzi (* 23. November 1960 in Lilongwe) ist ein ehemaliger Boxer im Halbschwergewicht, der vom 19. Oktober 1996 bis zum 2. August 1998 Weltmeister des Verbandes IBC und vom 14. Mai 1997 bis zum 12. Dezember 1998 Weltmeister des Verbandes IBO war.

## Karriere

### Amateurkarriere
Thadzi wurde 1980 Amateur. Sein größter Erfolg war die Teilnahme an den Olympischen Sommerspielen im Jahr 1984. Jedoch verlor er im Achtelfinale einstimmig gegen den Algerier Mustapha Moussa, der später die Bronzemedaille gewann.

### Profikarriere
1995 wurde Thadzi Pflichtherausforderer des amtierenden Weltmeister der WBA und IBF Virgil Hill. Hill gewann den Kampf einstimmig nach Punkten und behielt seinen Titel.
Am 14. Mai 1997 kämpfte Thadzi gegen den US-Amerikaner James Toney um den vakanten IBO-Titel und konnte diesen nach einer Mehrheitsentscheidung gewinnen.
Im Dezember 1998 kämpfte er gegen den bis dahin ungeschlagenen Polen Dariusz Michalczewski, der den Weltmeistertitel der WBO besaß. Thadzi verlor durch TKO in der neunten Runde.